# Cordia nervosa
Cordia nervosa är en strävbladig växtart som beskrevs av Jean-Baptiste de Lamarck. Cordia nervosa ingår i släktet Cordia, och familjen strävbladiga växter. Inga underarter finns listade i Catalogue of Life.